# Уилям Уелски
Уилям, принц на Уелс, пълно име Уилям Артър Филип Луи (на английски: William Arthur Philip Louis), е престолонаследник на британския трон като първороден син на крал Чарлз III и първата му съпруга Даяна, принцеса на Уелс.
Получава образование в училищата „Уедърби“, „Лъдгроув“ и Итън Колидж. След колежа прекарва непълна година в Белиз и Чили, след което следва в Университет на Сейнт Андрюс (Шотландия) и получава бакалавърска степен по изкуства със специалност „география“. След това завършва Кралската военна академия „Сандхърст“ и служи в конния полк Блус и Роялс на Британската армия. През април 2008 г. завършва Кралския военновъздушен колеж „Крануел“. В началото на 2009 г. постъпва към Силите за издирване и спасяване (RAF Search and Rescue Force) на Кралските военновъздушни сили. От юли 2015 г. до 2017 г. работи като пилот на въздушна линейка за Източна Англия.
Като престолонаследник основните му задължения са да подкрепя краля в изпълнението на неговите кралски ангажименти.
Патрон е над 30 благотворителни и военни организации, включително Tusk Trust, Centrepoint, The Passage и благотворителните организации за въздушна спешна помощ в Уелс и Лондон. Развива проекти чрез благотворителната Кралска фондация, като дейността му касае грижи за психичното здраве, консервация и грижи за бездомните и служещите в спешна помощ. През декември 2014 г. стартира инициативата „Обединени за дивия живот“ (United for Wildlife), целяща да намали световната незаконна търговия с диви животни. През април 2016 г. заедно с принц Хари инициират кампания за осведоменост за психичното здраве „Глави заедно“ (Heads Together), за да насърчат хората да говорят открито за проблемите си с психичното здраве. През октомври 2020 г. стартира наградата Earthshot – инициатива на стойност 50 млн. паунда за насърчаване на екологични проекти през следващото десетилетие.
Непосредствено преди сватбата си през април 2011 г. Уилям получава титлата херцог на Кеймбридж. След възкачването на баща му на трона на 8 септември 2022 г. получава титлите херцог на Корнуол и херцог на Ротси, а на следващия ден става принц на Уелс.

## Ранни години
Принц Уилям е роден в болница „Сейнт Мери" в Лондон на 21 юни 1982 г. като първороден син на Чарлз, принц на Уелс (бъдещ крал Чарлз III) и Даяна, принцеса на Уелс. Имената му, Уилям Артър Филип Луи, са обявени от Бъкингамския дворец на 28 юни. Кръстен е от архиепископа на Кентърбъри, Робърт Рънси, в Бъкингамския дворец на 4 август – 82-ият рожден ден на неговата прабаба по бащина линия, кралица Елизабет, кралицата майка. Има шест кръстници. Той е първото дете на принц и принцеса на Уелс след принц Джон, син на Джордж V и Мери Тек, (1905 - 1919).
През 1983 г., когато е на девет месеца, родителите му го вземат на обиколката им из Австралия и Нова Зеландия, като това е първото му пътуване в чужбина. През 1991 и 1998 г. той пътува със семейството си до Канада През 1984 г. на него е наречен германски сорт червени рози, създаден през 1984 г. – Кралски Уилям (Royal William).
Принц Уилям и по-малкият му брат Хенри (познат като „Хари“) са отгледани в двореца „Кенсингтън“ в Лондон и в имението Хайгроув Хаус в Глостършър. В семейството го наричат галено „Уилс“,, а от майка си получава прякора „Вомбат“. Диана желае синовете ѝ да получат по-широк житейски опит от обичайно приетия за кралските деца. Тя ги води в Дисни Уърлд и в Макдоналдс, в клиники за болни от СПИН, в приюти за бездомни и им купува обичайни за тийнейджърите неща, като видеоигри. Даяна нарича Уилям „моя малък мъдрец“ и разчита на него като довереник още от ранните му тийнейджърски години.
На 28 август 1996 г. родителите му се развеждат, а година по-късно майка му загива в автомобилна катастрофа на 31 август 1997 г. По това време Уилям е на 15 години и заедно с 12-годишния си брат и баща им са в замъка Балморал в Шотландия. Бащата изчаква синовете му да се събудят на следващата сутрин, за да им съобщи за смъртта на майка им. На погребението на майка им Уилям и брат му вървят в погребалния кортеж от двореца „Кенсингтън“ до Уестминстърското абатство редом с баща си, дядо си по бащина линия Филип, херцог на Единбург, и чичо си Чарлз Спенсър, 9-и граф Спенсър.

## Образование
Уилям учи в частни училища, започвайки от детска градина „Джейн Майнорс“ и предучилищна възраст в училище „Уедъбъри“, и двете в Лондон. След това той учи в училище „Лъдгроув“ близо до Уокингам, Бъркшър, а през лятото е частно обучаван от британския професор Рори Стюарт. В Лъдгроув тренира футбол, плуване, баскетбол, стрелба по глинени гълъби и лекоатлетически крос. Явява се на приемния изпит в Итън Колидж и е приет. Там той учи география, биология и история на изкуството на A-Level (квалификация по предмет, предоставена като част от GCSE), получавайки шестица по география, четворка по биология и петица по история на изкуството.  След като вече е участвал в състезания по плуване в Лъдгроув, в Итън става капитан на плувния отбор. Той се занимава с водна топка и продължава да играе футбол, като е капитан на своя отбор.
Решението Уилям да учи в колеж „Итън“ противоречи на семейната традиция кралските деца да се изпращат в училище „Гордънстаун“ (Мъри), където се учили неговите дядо, баща, двама чичовци и двама братовчеди. Бащата и братът на Даяна са учили в Итън. Кралското семейство се споразумява с таблоидната преса да не досажда на Уилям в замяна на редовни осведомявания за живота му. Джон Уейкам, председател на Комисията за жалби в пресата, казва за споразумението: „Принц Уилям не е институция, нито филмова звезда, нито футболен герой. Той е момче: през следващите няколко години, може би най-важната и понякога болезнена част от живота, той ще порасне и ще стане мъж.“
След завършване на обучението си в Итън Уилям си взема свободна година, през която участва в учения на британската армия в Белиз, работи в английски млечни ферми и посещава Африка. Като част от програмата „Рейли Интернешънъл“ в град Тортел в южната част на Чили, в продължение на десет седмици Уилям работи по местни строителни проекти и преподава английски език. Той живее с други млади доброволци, споделяйки общите домакински задължения, включително почистване на тоалетната, и е доброволец като гост-диджей в местната радиостанция. Интересът му към африканската култура го подтиква сам да научи суахили.
През 2001 г. Уилям се завръща в Обединеното кралство и постъпва в най-стария шотландски университет – „Сейнт Андрюс“. Подобно на престоя му в Итън медиите са призовани да не навлизат в личния му живот, а студентите са предупредени да не дават информация за него на пресата. Той започва да следва история на изкуството, като по-късно сменя основния си предмет с география. По време на следването се запознава с Катрин, бъдещата си съпруга. Уилям пише дипломна работа върху кораловите рифове на остров Родригес в Индийския океан и получава бакалавърска степен по изкуства (MA Hons) с отличие през 2005 г. Докато следва, той участва в отбора на шотландските университети по водна топка на турнира на келтските нации през 2004 г. За да се запази тайната на самоличността му, другите студенти го знаят като „Стив“. През февруари 2011 г. Уилям се завръща в „Сейнт Андрюс“ заедно с Катрин като патрон на 600-годишнината на университета.
След дипломирането си Уилям кара стажове по стопанисване на земята в Чатсуърт хаус и по банково дело в HSBC. За да се подготви за евентуалното управление на херцогство Корнуол, през 2014 г. той се записва в курс по професионален селскостопански мениджмънт в Кеймбридж. Херцогството е създадено през 1337 г., „за да осигури частен доход за най-големия син на управляващия монарх“, и когато баща му става крал през септември 2022 г., Уилям става херцог на Корнуол

## Военна служба

### Военно обучение и мисии
Уилям е приет в Кралската военна академия „Сандхърст“ през януари 2006 г. Той получава чин „лейтенант“ и към него се обръщат с „лейтенант Уелс“. Същото важи и за по-малкия му брат Хари, който е бил в същия конен полк Блус и Роялс. Уилям командва бронирана разузнавателна част, след което прекарва пет месеца в обучение за повишаване в чин в лагера „Бовингтън“ в Дорсет.
Положението на Уилям като втори по наследяване на трона изисква по време на службата му да избягва опасни ситуации и шансовете му да влезе в бой са малки. Вместо това Уилям продължава да се обучава в Кралските военноморски сили, като получава чин „младши лейтенант“ и в Кралските военновъздушни сили, където става „полетен офицер“. .
След завършване на обучението си Уилям започва да служи в Кралските военновъздушни сили в база Крануел (Линкълншър). След завършване на курса той получава своята значка за квалифициран член на екипажа на Кралските ВВС от баща си, който сам е завършил „Крануел“. По време на тази служба Уилям лети до Афганистан с Боинг C-17 Globemaster III, който репатрира тялото на войника Робърт Пиърсън. След това е командирован да тренира с Кралските военноморски сили. Завършва ускорен курс за обучение на военноморски офицери в Кралския военноморски колеж „Британия“ (BRNC) в Дартмут. Докато служи на фрегатата HMS Iron Duke през юни 2008 г., Уилям участва в акция по конфискация на наркотици на стойност 40 млн. паунда в Атлантическия океан, североизточно от Барбадос. Той е част от екипажа на хеликоптера Lynx, който помага за залавянето на 900 кг кокаин в моторна лодка.

### Служба в Кралските военновъздушни сили
През януари 2009 г. Уилям е прехвърлен към Кралските ВВС (RAF) и е повишен в чин „полетен лейтенант“. Той се обучава за пилот на хеликоптер в Силите за търсене и спасяване на кралските ВВС (RAF Search and Rescue Force). През януари 2010 г. завършва Школата за управление на отбранителни хеликоптери към база RAF Шоубъри (Шропшър). На 26 януари 2010 г. се прехвърля в база RAF Вали в Ангълси, за да се обучава на хеликоптера Sea King и завършва курса през септември 2010 г. Така става първият член на британското кралско семейство след Хенри VII, който живее в Уелс. Първата спасителна мисия на Уилям като втори пилот на Sea King е в отговор на спешно обаждане от бреговата охрана на Ливърпул на 2 октомври 2010 г., когато 28-годишният принц като втори пилот помага за спасяването на тежко болен мъж, работещ на газова платформа в Моркамб Бей. През ноември 2011 г. той участва в спасителна мисия на товарен кораб, който потъва в Ирландско море, и като втори пилот помага за спасяването на двама моряци.
От февруари до март 2012 г. Уилям е изпратен на Фолкландските острови с мисия на британските ВВС. Аржентинското правителство осъжда като „провокативен акт“ мисията на херцога поради наближаващата 30-а годишнина от началото на Фолкландската война.
През юни 2012 г. принц Уилям получава квалификация на капитан или пилот-командир на хеликоптер Sea King. Активната му служба като пилот за спасителни акции към RAF приключва през септември 2013 г. За времето на служба като пилот на хеликоптер участва в 156 спасителни операции, при които са спасени 149 души.

### Пилот на въздушна линейка
През 2014 г. е обявено, че Уилям ще работи на пълен работен ден като пилот на въздушна линейка за Източна Англия (East Anglian Air Ambulance, EAAA, базирана на летище Кеймбридж). Въпреки квалификацията си като военен пилот на хеликоптер той се нуждае от лиценз за граждански пилот и от допълнително обучение, преди да започне. Въпреки че позицията му е платена, от двореца Кенсингтън обявяват, че той ще дарява заплатата си за благотворителност. Преминава част от обучението си като пилот на EAAA на международно летище „Норич“ (в Хелсдон близо до Норич).
На 13 юли 2015 г. Уилям започва новата си работа, която смята за естествено продължение на предишната си роля на пилот към RAF. Херцогът описва работата си като напрегната, на нередовни смени и с критични случаи, изискващи интензивна медицинска грижа. Той става свидетел на интензивна травма и тежка загуба, и заявява публично, че това е повлияло на психичното му здраве и на личния му живот. Би Би Си пише, че херцогът е пряк свидетел „на дейността на Националната здравна служба по начин, по който никой друг висш кралски член не е бил или вероятно ще бъде някога“.
Уилям напуска поста си в EAAA през юли 2017 г., за да поеме кралските задължения на пълен работен ден от името на баба си, кралица Елизабет II. След като през 2019 г. подкрепя юбилейна кампания за благотворителната организация на Лондонската въздушна линейка (London's Air Ambulance Charity), херцогът става официален неин патрон през март 2020 г. През май 2020 г. той ѝ дава разрешение да използва частната морава на двореца Кенсингтън за зареждане с гориво по време на пандемията от COVID-19. За да отбележи Седмицата на въздушната линейка през 2020 г., той благодари на работниците на въздушната линейка с писмо, като изразява своето дълбоко уважение към общността, особено по време на неизмеримо трудната епидемия, и заявява, че страната им дължи огромна благодарност.

## Личен живот

### Ергенски години
През 2001 г. Уилям се запознава с Катрин Мидълтън като студенти в университета „Сейнт Андрюс“. Тя привлича вниманието му на благотворително модно ревю в кампуса, но започват да се срещат през 2003 г. През втората им година Уилям споделя апартамент с Катрин и двама други приятели. От 2003 до 2005 г. двамата живеят в Балгроув Хаус с двама съквартиранти в имение близо до университета. През 2004 г. се разделят за кратко, но скоро след това възобновяват връзката си.
Връзката им е следена толкова внимателно от таблоидната преса, че букмейкърите приемат залози за вероятността за брак, а търговската верига Woolworths произвежда сувенири с техни изображения. Медийното внимание става толкова интензивно, че Уилям моли пресата да се държи на разстояние от Мидълтън. На 15 декември 2006 г. тя присъства на парада му в Кралската военна академия „Сандхърст“.
През април 2007 г. Уилям и Мидълтън отново се разделят. Катрин и нейното семейство присъстват на концерта в чест на Даяна през юли 2007 г. на стадион „Уембли“, но тя и принц Уилям не седят заедно. Впоследствие двойката е видяна на публични места в редица случаи и новинарски източници заявяват, че са възобновили връзката си. Мидълтън присъства на церемонията по шествието на Ордена на жартиерата в замъка „Уиндзор“ през юни 2008 г., когато принц Уилям е приет в Ордена на жартиерата. През юни 2010 г. двойката се мести да живее  в имение „Бодорган“ в Ангълси, Уелс, където Уилям живее по време на обучението си в кралските ВВС и в последващата си служба.

### Брак и деца
На 16 ноември 2010 г. е обявено, че предстои Уилям и Катрин да сключат брак. Двойката се сгодява в Кения през октомври. Годежният пръстен, подарен от Уилям на Катрин, е принадлежал на майка му Даяна. Сватбата се състои на 29 април 2011 г. в Уестминстърското абатство, Лондон. Няколко часа преди церемонията са обявени новите титли на Уилям – херцог на Кеймбридж, граф на Стратърн и барон Карикфъргъс. Оценките на световната аудитория за сватбата варират около 300 милиона души или повече, а 26 милиона души гледат събитието на живо само във Великобритания.
Двойката получава резиденцията Анмър Хол в имението Сандрингам като сватбен подарък от кралицата. След брака херцогът и херцогинята на Кеймбридж използват като своя лондонска резиденция Нотингам Котидж на територията на двореца „Кенсингтън“. Те се местят в четириетажен 20-стаен апартамент 1A в двореца „Кенсингтън“ през 2013 г. Ремонтът отнема 18 месеца и струва 4,5 млн. паунда. Дворецът става основната им резиденция през 2017 г., след като се местят от Анмър Хол. През август 2022 г. е обявено, че двойката заедно с децата си ще се преместят в Адълайд Котидж в частния Уиндзор Хоум Парк близо до Уиндзорския замък.
Първата бременност на Катрин е обявена на 3 декември 2012 г. Тя е приета на 22 юли 2013 г. в болница „Сейнт Мери“ в Лондон, където е роден и принц Уилям. По-късно същия ден тя ражда принц Джордж, който става трети в линията на наследяване на трона. На 8 септември 2014 г. е обявено, че е бременна с второто си дете. Тя е приета на 2 май 2015 г. в същата болница и ражда принцеса Шарлот. Третата ѝ бременност е обявена на 4 септември 2017 г. и тя ражда принц Луи на 23 април 2018 г. в същата болница
Херцогът и херцогинята имат два английски кокер шпаньола, наречени Лупо и Орла.

### Финанси
Уилям и брат му Хари наследяват по-голямата част от 12,9 млн. паунда, оставени от майка им Даяна за техните 30-рождени дни. Тази цифра нараства след смъртта ѝ през 1997 г. до 10 млн. паунда за всеки през 2014 г. През 2002 г. в. „Таймс“ съобщава, че Уилям ще сподели с брат си и плащане от 4,9 млн. паунда от доверителни фондове, създадени от тяхната прабаба, Елизабет Боуз-Лайън, кралицата майка, на 21-вите им рождени дни, както и плащане от 8 млн. паунда на 40-тите им рождени дни. Съобщено е, че принц Хари ще наследи по-голямата част от парите, оставени от кралицата майка за двамата братя, тъй като Уилям ще се възкачи на трона, което ще му донесе повече финансови ползи. Като най-голям син на краля Уилям е наследник на Херцогството Корнуол, което му носи допълнителен доход.
През 2014 г. братята наследяват сватбената рокля на майка си заедно с много други нейни лични вещи: рокли, диамантени тиари, бижута, писма и картини. Те получават и оригиналния текст и партитурата на песента Candle in the Wind от Бърни Топин и Елтън Джон, изпълнена от Елтън Джон на погребението на Даяна.

### Здраве
На 3 юни 1991 г. Уилям е приет в Кралска болница „Бъркшър“ (Рединг), след като случайно е ударен по челото от свой съученик с голф стик. Той получава вдлъбнато счупване на черепа и е опериран в Болница „Грейт Ормонд Стрийт“ (Кемдън, Лондон), която му оставя постоянен белег. Новината за този инцидент се разпространява бързо и медийни репортери се стичат в Училище „Лъдгроув“, за да потърсят името на момчето, замахнало със стика за голф, но никой не разкрива името, след като директорът събира учениците и ги заклева да мълчат. В интервю от 2009 г. Уилям нарича получения белег „белега на Хари Потър“ и казва: „Наричам го така, защото понякога свети и някои хора го забелязват, а друг път изобщо не го забелязват“.
През 1999 г. Уилям претърпява операция на лявата ръка, след като чупи пръст.
На 1 ноември 2020 г. е съобщено, че Уилям е дал положителна проба за COVID-19 през април, но е решил да не предупреждава медиите, за да „избягва да тревожи нацията“. В. „Дейли Телеграф“ съобщава, че той е бил много болен и се е изолирал от семейството си. Други източници казват, че той не е бил сериозно болен, не е бил прикован на легло и е работил през по-голямата част от времето.

## Публични изяви
На 21-годишна възраст Уилям е назначен за държавен съветник. Той за първи път служи в това си качество, когато кралица Елизабет II присъства на срещата на правителствените ръководители на Британската общност в Абуджа (Нигерия) през 2003 г. На 21-вия си рожден ден Уилям придружава баща си на посещение в Уелс, като посещава Фестивала на храната в Ангълси и открива център за бездомни в Нюпорт.
След завършване на университета Уилям започва да изпълнява кралски задължения на официални събития, публични ангажименти и задгранични обиколки. През юли 2005 г. той предприема първото си самостоятелна задгранична обиколка до Нова Зеландия, за да участва в честването на годишнината от Втората световна война.

### Като херцог на Кеймбридж
В деня на сватбата си през април 2011 г. Уиям получава титлите Херцог на Кеймбридж, Граф на Стратърн и Барон Карикфъргъс. През лятото на 2011 г. двойката прави официално посещение в Канада, присъствайки на празненствата за Деня на Канада на Парламентарния хълм в Отава. Те са приети много добре и посещението им е окачествено като много успешно.. Двамата служат като посланици на Летните олимпийски игри през 2012 г. в Лондон по време на множество спортни събития.
През септември 2013 г. те посещават Сингапур, Малайзия, Тувалу и Соломоновите острови като част от честванията на Диамантения юбилей на кралицата. Херцогът и херцогинята присъстват на допълнителни чествания на юбилея през годината, включително на Конкурса за диамантен юбилей на Темза през юни – парад с участието на 670 лодки по река Темза по случай на Диамантения юбилей на кралицата (60 г. на престола).
През април 2014 г. Уилям и Катрин предприемат кралска обиколка в Нова Зеландия и Австралия със сина си принц Джордж.
През юни 2014 г. двойката посещава Франция, за да присъства на честването на 70-ата годишнина от десанта в Нормандия., а през август същата година двамата и принц Хари представлявата кралското семейство при възпоменанаията на Втората световна война в Белгия.
През декември 2014 г. двойката посещава Ню Йорк и херцогът се среща с президента на САЩ Барак Обама в Овалния кабинет. Уилям произнася реч в Световната банка във Вашингтон, осъждайки незаконната търговия с диви животни. Семейството присъства на благотворителна вечеря в Музея на изкуствата „Метрополитън“.
През февруари 2015 г. херцогът посещава Япония, като се среща с император Акихито и императрица Мичико в Императорския дворец в Токио и посещава оцелелите от цунамито през 2011 г. От 1 до 4 март херцогът посещава китайските градове Пекин, Шанхай и Юннан и се среща с президента Си Дзинпин. Това е първото кралско посещение в континентален Китай от почти три десетилетия.
През април 2016 г. Уилям и Катрин предприемат обиколка в Индия и Бутан. По-късно същия месец двойката се среща отново със семейство Обама в двореца Кенсингтън. Двойката отново обикаля Канада през септември 2016 г. През ноември 2016 г. Уилям посещава Виетнам, като се среща с министър-председателя Нгуен Суан Фук и обикаля местните основни училища.
Държавите, посетени от двойката през 2017 г., включват Франция, Полша, Германия и Белгия.
През януари 2018 г. двойката посещава Швеция и Норвегия. Посещенията са инициирани от британското Министерство на външните работи, и са тълкувани като полезни за британско-европейските отношения след Брекзит. През юни 2018 г. херцогът посещава Йордания, Израел и Палестина.
През февруари 2019 г. Уилям и Катрин правят двудневно посещение на Северна Ирландия, като посещават Белфаст, Фермана и Балимина.
Херцогът и херцогинята посещават Пакистан през октомври 2019 г., което е първото посещение на кралското семейство в страната от 13 години. През декември 2019 г. Уилям посещава Кувейт и Оман, отбелязвайки 120-ата годишнина от Англо-кувейтското споразумение от 1899 г.
През март 2020 г. двойката прави тридневна обиколка на Ирландия, като посещава графство Мийт, Килдеър и Голуей. През октомври 2020 г. двамата се срещат с Володимир Зеленски, президента на Украйна, и първата дама Олена Зеленска в Бъкингамския дворец – първият кралски ангажимент, проведен в резиденцията от началото на пандемията с COVID-19.
През декември 2020 г. двойката предприема тридневна обиколка на Англия, Шотландия и Уелс с британския кралски влак, „за да отдаде почит на вдъхновяващата работа на хора, организации и инициативи в цялата страна“ по време на коронавирусната епидемия Министър-председателят Борис Джонсън изразява подкрепата си за инициативата, докато премиерът на Шотландия Никола Стърджън я критикува, цитирайки ограниченията за пътуване.
В качеството на Уилям като Лорд Върховен комисар на Общото събрание на шотландската църква двойката обикаля Единбург, Файф и Оркни през май 2021 г. На 11 юни 2021 г. Уилям и Катрин за първи път присъстват на срещата на върха на Г-7 в Корнуол. Те също така присъстват на прием, на който се обсъждат правителствени и корпоративни решения на екологичните проблеми.
През март 2022 г. Уилям и Катрин предприемат обиколка на Белиз, Бахамските острови и Ямайка като част от честванията на платинения юбилей на кралицата (70 г. на престола). Те срещат критики от редица политически фигури и пресата предвид тясната връзка на британското кралско семейство с колониализма и търговията с роби в Атлантическия океан. Обезщетенията за робството се очертават като основно искане на протестиращите по време на посещението на двойката. По време на откриването на Националния паметник „Уиндръш“ в Лондон, Уилям описва карибската си обиколка като „възможност за размисъл върху различните въпроси, които са най-важни за хората в региона“. Той осъжда расизма спрямо членовете на поколението „Уиндръш“, и дискриминацията срещу малцинствата през 2022 г.
През май 2022 г. Уилям присъства на официалното откриване на парламента за първи път като държавен съветник, а неговият баща, принцът на Уелс, изнася речта от името на Елизабет II.

### Като принц на Уелс
Със смъртта на кралица Елизабет II на 8 септември 2022 г. Чарлз става крал Чарлз III, а Уилям става принц на Уелс. Около присъждането на титлата и особено около инвеститурата възникват спорове, тъй като доста хора в Уелс я считат за остаряла. Дворецът Кенсигтън потвърждава, че инвеститура не се предвижда. Като най-голям син на монарха Уилям наследява също херцогство Корнуол, което му носи допълнителен доход.
Уилям и Катрин посещават Ангълси и Суонзи на 27 септември 2022 г., което отбелязва първото им посещение в Уелс, откакто са принц и принцеса на Уелс. Той посещава уелския парламент Сенед през ноември 2022 г., като се среща с първия министър на Уелс Марк Дрейкфорд. През февруари 2023 г. Уилям и Катрин посещават Фолмът, отбелязвайки първото си посещение в региона, откакто стават херцог и херцогиня на Корнуол.
През март 2023 г. Уилям предприема самостоятелно посещение в Жешов, Полша, за да се срещне с полски и британски войски и украински бежанци, и разговаря с полския президент Анджей Дуда в президентския дворец във Варшава. През октомври 2023 г. Уилям и Катрин осъждат атаката на Хамас срещу Израел, дала начало на война в Газа.
През февруари 2024 г. Уилям посещава централата на Британския червен кръст, където се среща с хуманитарни работници, подкрепящи цивилните по време на войната в Газа, и призовава за прекратяване на боевете в изявление, одобрено от правителството на Обединеното кралство. По-късно същия месец Уилям се оттегля в последния момент от службата по повод кончината на неговия кръстник Константинос II, поради неразкрит „личен въпрос“. Същия месец той посещава синагогата „Уестърн Марбъл Арч“, за да признае нарастването на антисемитизма и човешкото страдание в Близкия Изток. През декември 2024 Уилям присъства на откриването на реконструираната катедрала Нотр Дам в Париж след пожара от 2015 г. по време на което приветства преизбрания президент на САЩ Доналд Тръмп и разговаря с него за отношенията между двете държави.

## Благотворителна дейност и интереси
Уилям се запознава с ХИВ/СПИН в средата на 90-те години, когато придружава майка си и брат си при посещения в хосписи и клиники за пациенти. 
Към 2024 г. е патрон е над 30 благотворителни и военни организации, включително Tusk Trust, Centrepoint, The Passage и благотворителните организации за въздушна спешна помощ в Уелс и Лондон. Развива проекти чрез Кралската фондация, като благотворителната му дейност касае грижи за психичното здраве, консервация и грижи за бездомните и служещите в спешна помощ. През декември 2014 г. стартира инициативата „Обединени за дивия живот“ (United for Wildlife), целяща да намали световната незаконна търговия с диви животни. През април 2016 г. заедно с принц Хари инициират кампанията за осведоменост за психичното здраве „Глави заедно“ (Heads Together), за да насърчат хората да говорят открито за проблемите си с психичното здраве. През октомври 2020 г. стартира наградата Earthshot – инициатива на стойност 50 млн. паунда за насърчаване на екологични проекти през следващото десетилетие.

## Публичен имидж
Още от раждането си Уилям е един от най-популярните членове на британското кралско семейство. Живеейки в светлините на прожекторите от раждането си, той е смятан за „сърцеразбивач“ подобно на баща си. След женитбата му публичният имидж на Уилям придобива по-„уравновесено“ и бащинско поведение, след като „се установява стабилен домашен ред“.
Журналистката Ан Макелво описва публичната личност на Уилям като „гениално присъствие“ с „по-твърда страна“, съчетани с „неподражаемия стил“ на майка му. Голяма част от неговите кралски задължения се фокусират върху проекти за „големи залагания“, а не върху „плакети и патронажи“. През 2016 г. Уилям дава интервю, заявявайки, че целта му е „да направя кралското семейство релевантно през следващите 20 години ... това е предизвикателството за мен".
През април 2011 г. списание „Тайм“ го класира като един от най-влиятелните хора в света заедно със съпругата му Катрин. През август 2023 г. Галъп го определя като най-популярната публична фигура в САЩ след проучване, което търси мнението на хората за 15 видни личности. През декември 2022 г. и септември 2023 г. той е определен за най-популярния член на кралското семейство от компания YouGov.

## Титли, обръщения, гербове и знамена

### Титли и обръщения
- 21 юни 1982 г – 29 април 2011 г.: Негово кралско височество принц Уилям от Уелс
- 29 април 2011 г – 8 септември 2022 г.: Негово кралско височество херцогът на Кеймбридж[200]
  - в Шотландия: Негово Кралско Височество Граф Стратерн
- 8 септември 2022 г – 9 септември 2022 г.: Негово кралско височество херцогът на Корнуол и Кеймбридж[201]
  - в Шотландия: 8 септември 2022 – понастоящем: Негово кралско височество херцогът на Ротси[N 6]
- 9 септември 2022 г – понастоящем: Негово кралско височество принцът на Уелс[202]

Наследствените титли на херцог на Кеймбридж, граф на Стратърн и барон Карикфъргъс са обявени на 29 април 2011 г. и с патентно писмо на 26 май същата година. Преди възкачването на баща си на престола Уилям е официално известен като граф на Стратърн в Шотландия. При възкачването на баща му на престола на 8 септември 2022 г. Уилям, като най-голям син на суверена и престолонаследник, автоматично получава допълнителните титли херцог на Корнуол, херцог на Ротси, граф на Карик, барон на Ренфру, лорд на островите и принц и велик стюард на Шотландия. На 9 септември 2022 г. кралят обявява номинирането на Уилям за принц на Уелс и граф на Честър.
Той е Кралски рицар спътник на Най-благородния Орден на жартиера (KG), рицар на Най-древния и най-благороден Орден на бодила (KT), член на Тайния съвет на Обединеното кралство (PC) и личен адютант (ADC) на суверена.
Като британски принц Уилям не използва фамилно име за ежедневни цели. За официални и церемониални цели децата на принца на Уелс използват титлата „принц“ или „принцеса“ пред собственото си име и след него слагат териториалното обозначение на баща си. По този начин, преди да стане херцог, когато се ожени, принц Уилям е наречен „принц Уилям Уелски“. Такива териториални обозначения се отхвърлят от жените, когато се женят, и от мъжете, ако станат перове сами по себе си, като например когато принц Уилям е номиниран за херцог.
Въпреки че името на кралския дом е Уиндзор, фамилното име Маунтбатън-Уиндзор принадлежи на всички деца и потомци по мъжка линия на кралица Елизабет II и принц Филип и се използва, ако е необходимо, от онези, на които не се полага обръщението на Кралско височество или титлата „принц“ или „принцеса“. Когато потомка се омъжи, тя традиционно приема фамилното име на съпруга си от този момент нататък, а децата им вземат това на баща си. Принцовете Уилям и Хари използват Уелски като свое фамилно име за военни цели; това продължава да е така за Уилям след номинирането му за херцог на Кеймбридж.

### Военни звания
- Британска армия  Обединено кралство
  - 8 януари 2006: Курсант[218]
  - 16 декември 2006: Корнет (Втори лейтенант[N 8]), конен полк Блус и Роялс (кратковременна служба)[219]
  - 16 декември 2006: Лейтенант,[N 9] Блус и Роялс[219]
  - 1 януари 2009: Капитан,[N 10] Блус и Роялс (прехвърлен на редовна служба)[220]
  - 1 януари 2016: Майор[N 11][221]
- Кралски военноморски сили
  - 1 януари 2008: Подлейтенант[N 12][222]
  - 1 януари 2009: Лейтенант[N 13][223]
  - 1 януари 2016: Лейтенант командир[N 14][224]
- Кралски военновъздушни сили
  - 1 януари 2008: Полетен офицер[N 15][225]
  - 1 януари 2009: Полетен лейтенант[N 16][226]
  - 1 януари 2016: Командир на ескадрила[N 17][227][228]

### Други звания и членства
- От 6 юли 2009 г.: Почетен старши член на Почетното общество на Мидъл Темпъл.[N 18][229]
- От 23 юни 2010 г.: Кралски член на Кралското общество [230][231]
- 17 март 2013 г.: Личен адютант на Нейно Величество Кралицата [232]
- 9 юни 2016 г.: Член на Тайния съвет [233]
- От 1 март 2017 г.: Кралски почетен член на Кралското общество на Единбург [234]
- От 17 януари 2018 г.: Почетен член на Кралското медицинско дружество [235]
- 25 януари 2020 г., 22 март 2021 г.: Лорд Върховен комисар на Общото събрание на Църквата на Шотландия[N 19][236]

### Герб

#### Като Принц на Уелс (8 септември 2022 – понастоящем)
Гербът на принца на Уелс, както се използва извън Шотландия, е кралският герб на Обединеното кралство с добавена бризура с три върха и с малък долен щит, носещ герба на Уелс.
Нашлемникът е короната на принца на Уелс, върху която стои позлатен лъв на четири крака, увенчан с короната на принца на Уелс.
Щитът е разделен на четири: първата и четвъртата четвърт са гербовете на Англия, втората на Шотландия, третата на Ирландия. Първата и четвъртата четвърт са в червено с три леопардоподобни лъва със светлосини нокти и език. Втората четвърт е в златисто с червен лъв, изправен на две лапи, със светлосини лапи и език, в двойна рамка с червени хералдически лилии. Третата четвърт е светлосиня с позлатена арфа със сребърни струни.
Десният щитодръжец е златист лъв, изправен на двете си задни лапи с имперска корона, а левият – сребрист еднорог, изправен на две копита, със златисти грива и рог, и със златиста корона на шията, украсена с кръстове и хералдически лилии. От короната тръгва верига, преминаваща зад гърба и през двата предни крака на еднорога.
Кръгът на жартиерата, който обгражда щита, е изписан с девиза на Ордена на жартиерата на средновековен френски: Honi soit qui mal y pense („Срам за този, който мисли зло за него“).
Цялото се различава по сребристата тривърхова бризура (Уилям като най-голямото дете на суверена).

### Транспаранти, знамена и щандарти

#### Като Принц на Уелс
Транспарантите, използвани от Уилям като е Принц на Уелс, варират в зависимост от местоположението. Неговият личен щандарт е Кралският щандарт на Обединеното кралство, който се различава, както в герба му, по сребристата бризура с три върха и по щита на Княжество Уелс в центъра. Използва се извън Уелс, Шотландия, Корнуол и Канада и в цялото Обединено кралство, когато принцът действа в официално качество, свързано с Въоръжените сили на Обединеното кралство.
Личното знаме за използване в Уелс се основава на Кралската емблема на Уелс (историческия герб на Кралство Гуинед), който се състои от четири квадранта: първият и четвъртият с червен лъв на златисто поле и вторият и третият със златен лъв на червено поле. Върху него има зелен щит, носещ короната с една дъга на принца на Уелс.
В Шотландия личният транспарант, използван от 1974 г., се основава на три древни шотландски титли: Херцог на Ротси (престолонаследник на краля на Шотландия), Върховен стюард на Шотландия и Лорд на островите. Знамето е разделено на четири квадранта като герба на вожда на клана Стюарт от Апин: първият и четвъртият квадрант се състоят от златно поле със синя и сребърна карирана лента в центъра; вторият и третият квадрант показват черна галера на сребърен фон. Гербът се различава от този на Апин с добавянето в щита на малък щит с лъва на Шотландия, с лилии, изправен на задни лапи, нарушен от тривърхова бризура в светлосиньо, за да посочи престолонаследника.
В Корнуол знамето е гербът на Херцога на Корнуол: 15 златни монети на черен фон.
През 2011 г. Канадските хералдически власти въвеждат личен хералдически транспарант за принца на Уелс за използване в Канада, състоящ се от щита на герба на Канада, нарушен от син кръг с перата на принца на Уелс, заобиколен от венец от златни кленови листа и бяла бризура с три върха.
- Транспарант с гербове
- Щандарт на Уелс
- Щандарт на Шотландия
- Транспарант с герба на Херцога на Корнуол
- Щандарт на принца на Уелс за лична употреба в Канада

#### Преди Чарлз III
Преди възкачването на престола на баща му Уилям използва транспарант, извлечен от герба му, за използване извън Шотландия и Канада. Има и вариант, използван в Шотландия. През 2011 г. Канадският хералдически орган въвежда лично хералдическо знаме за употреба от херцога на Кеймбридж в Канада. Това е кралският герб на Канада под формата на транспарант, нарушен от син кръг, заобиколен от венец от златни кленови листа и мидени черупки, в който е изобразено „W“, увенчано с корона. Над кръглото има бяла тривърхова бризура с червена черупка в нея.)
- Щандарт на Херцога на Кембридж
- Щандарт на Графа на Стратърн
- Бивш канадски личен щандарт на принц Уилям

## Брак и потомство
Принц Уилям се жени веднъж:
∞ 29 април 2011 в Уестминстърското абатство, Лондон за Катрин Елизабет Мидълтън (* 9 януари 1982 в Рединг, Англия), дъщеря на Майкъл Мидълтън, британски бизнесмен, и съпругата му Карол Елизабет Голдсмит, секретарка и стюардеса. Имат двама сина и една дъщеря:
- принц Джордж Александър Луи (* 22 юли 2013 в Лондон)
- принцеса Шарлот Елизабет Даяна (* 2 май 2015, Лондон)
- принц Луи Артър Чарлз (* 23 април 2018, Лондон)

## Родословие
Уилям е член на Династия Уиндзор. По бащина линия той произхожда от рода Олденбург – един от най-старите кралски домове в Европа и по-специално от кадетската линия Дом Глюксбург. Предците на Уилям по бащина линия включват повечето кралски семейства на Европа.
Чрез майка си Уилям произхожда от графовете Спенсър – кадетска линия на фамилията Спенсър, произхождащ от графовете на Сандърленд (тяхна старша линия сега са и херцози на Марлборо, барони Фермой), и още по-далече – от Хенри Фицрой, 1-ви херцог на Графтън, и Чарлз Ленъкс, 1-ви херцог на Ричмънд – двама извънбрачни синове на крал Чарлз II. Като крал Уилям ще бъде първият монарх след смъртта на кралица Анна през 1714 г., който безспорно ще произлиза от Чарлз I и първият, който ще произлиза от Чарлз II.

Уилям произлиза по майчина линия от Елиза Кюарк, икономка на неговия предшественик от XVIII век Теодор Форбс – шотландски търговец, работил за Източноиндийската компания в Сурат. В документи от онова време тя е описвана по различни начини: като „мургава туземка“, „арменка от Мумбай“ и „г-жа Форбезиан“. Генеалогът Уилям Адамс Райтвиснер приема, че тя е арменка. През юни 2013 г. BritainsDNA обявява, че генеалогичните ДНК тестове на двама от далечните братовчеди на Уилям по майчина линия потвърждават, че Кюарк е била от индийски произход по майчина линия.
|  |                           |  |  |  |  |  |  |  |  |  |  |  |  |
|  | Андрей Гръцки и Датски    |  |  |  |  |  |  |  |  |  |  |  |  |
|  |                           |  |  |  |  |  |  |  |  |  |  |  |  |
|  |                           |  |  |  |  |  |  |  |  |  |  |  |  |
|  | Филип, херцог на Единбург |  |  |  |  |  |  |  |  |  |  |  |  |
|  |                           |  |  |  |  |  |  |  |  |  |  |  |  |
|  |                           |  |  |  |  |  |  |  |  |  |  |  |  |
|  | Алис Батенберг            |  |  |  |  |  |  |  |  |  |  |  |  |
|  |                           |  |  |  |  |  |  |  |  |  |  |  |  |
|  |                           |  |  |  |  |  |  |  |  |  |  |  |  |
|  | Чарлз III                 |  |  |  |  |  |  |  |  |  |  |  |  |
|  |                           |  |  |  |  |  |  |  |  |  |  |  |  |
|  |                           |  |  |  |  |  |  |  |  |  |  |  |  |
|  | Джордж VI                 |  |  |  |  |  |  |  |  |  |  |  |  |
|  |                           |  |  |  |  |  |  |  |  |  |  |  |  |
|  |                           |  |  |  |  |  |  |  |  |  |  |  |  |
|  | Елизабет II               |  |  |  |  |  |  |  |  |  |  |  |  |
|  |                           |  |  |  |  |  |  |  |  |  |  |  |  |
|  |                           |  |  |  |  |  |  |  |  |  |  |  |  |
|  | Елизабет Боуз-Лайън       |  |  |  |  |  |  |  |  |  |  |  |  |
|  |                           |  |  |  |  |  |  |  |  |  |  |  |  |
|  |                           |  |  |  |  |  |  |  |  |  |  |  |  |
|  | Уилям, принц на Уелс      |  |  |  |  |  |  |  |  |  |  |  |  |
|  |                           |  |  |  |  |  |  |  |  |  |  |  |  |
|  |                           |  |  |  |  |  |  |  |  |  |  |  |  |
|  | Албърт Спенсър            |  |  |  |  |  |  |  |  |  |  |  |  |
|  |                           |  |  |  |  |  |  |  |  |  |  |  |  |
|  |                           |  |  |  |  |  |  |  |  |  |  |  |  |
|  | Едуард Джон Спенсър       |  |  |  |  |  |  |  |  |  |  |  |  |
|  |                           |  |  |  |  |  |  |  |  |  |  |  |  |
|  |                           |  |  |  |  |  |  |  |  |  |  |  |  |
|  | Синтия Спенсър            |  |  |  |  |  |  |  |  |  |  |  |  |
|  |                           |  |  |  |  |  |  |  |  |  |  |  |  |
|  |                           |  |  |  |  |  |  |  |  |  |  |  |  |
|  | Даяна Уелска              |  |  |  |  |  |  |  |  |  |  |  |  |
|  |                           |  |  |  |  |  |  |  |  |  |  |  |  |
|  |                           |  |  |  |  |  |  |  |  |  |  |  |  |
|  | Морис Рош                 |  |  |  |  |  |  |  |  |  |  |  |  |
|  |                           |  |  |  |  |  |  |  |  |  |  |  |  |
|  |                           |  |  |  |  |  |  |  |  |  |  |  |  |
|  | Франсис                   |  |  |  |  |  |  |  |  |  |  |  |  |
|  |                           |  |  |  |  |  |  |  |  |  |  |  |  |
|  |                           |  |  |  |  |  |  |  |  |  |  |  |  |
|  | Рут Рош                   |  |  |  |  |  |  |  |  |  |  |  |  |
|  |                           |  |  |  |  |  |  |  |  |  |  |  |  |
|  |                           |  |  |  |  |  |  |  |  |  |  |  |  |

## Обяснителни бележки
1. ↑  Като член на кралското семейство, който има право да се нарича Негово кралско височество, Уилям обикновено не използва фамилно име. Използвал е както Маунтбатън-Уиндзор (Mountbatten-Windsor), така и Уелски (Wales) (последното в университета и във военната си кариера).
2. ↑  Къстниците са бившият гръцки крал Константинос II (негов втори братовчед по бащина линия), принцеса Александра, лейди Огилви (негова първа братовчедка по бащина линия), Наталия Гровнър, херцогиня на Уестминстър, лейди Сюзън Хъси, лорд Ромзи (негов втори братовчед по бащина линия) и сър Лоренс ван дер Пост
3. ↑  GCSE – академична квалификация по конкретен предмет за завършване на средно образование
4. ↑  и двата общо взето еквивалентни на армейския чин „лейтенант“
5. ↑  „Уиндръш“ е британски политически скандал от 2018 г. Той е свързан с хора, неправомерно задържани, лишени от законни права, заплашени от депортиране и в най-малко 83 случая депортирани неправомерно от Вътрешното министерство. Много от засегнатите са родени британски поданици в бившите английски колонии и пристигат в Обединеното кралство преди 1973 г., особено от Карибския регион, като членове на „поколението Уиндръш“ (по името на кораба Empire Windrush, докарал през 1948 г. първите групи имигранти от Карибския басейн в Обединеното кралство).
6. ↑  Уилям става „херцог на Ротси“ ден преди да бъде номиниран „принц на Уелс“, тъй като титлата е автоматично наследена на 8 септември 2022 г. след смъртта на кралица Елизабет II.
7. ↑  Перството(Peerage) е благородническа правна система, включваща различни наследствени (а понякога и ненаследствени) титли в редица страни.
8. ↑  Втори лейтенант е младши офицерски военен чин в много въоръжени сили, сравним с ранг OF-1 на НАТО.
9. ↑  Лейтенант е младши офицерски ранг в Британската армия и в Кралската морска пехота. Той е с ранг над втори лейтенант и под капитан, има код за ранг на NATO OF-1 и е старши подчинен ранг.
10. ↑  Капитан (Capt) е младши офицерски чин от британската армия и Кралската морска пехота. И в двете служби има ранг над „лейтенант“ и под „майор“ с код за ранг на НАТО OF-2.
11. ↑  Майор е военно звание, което се използва както от британската армия, така и от Кралската морска пехота. Рангът е над капитана и под подполковника.
12. ↑  В много флоти подлейтенантът е военноморски офицер или подчинен офицер, ранг под лейтенант.
13. ↑  Лейтенант е офицерско звание във флотите и бреговата охрана на много нации. Обикновено това е най-старшият младши офицерски чин.
14. ↑  Лейтенант-командир е офицерско звание в Кралския флот на Обединеното кралство. Това е непосредствено под командир и непосредствено над военноморското звание „лейтенант“. Еквивалентният ранг в британската армия и Кралската морска пехота е майор; а в Кралските военновъздушни сили е командир на ескадрила.
15. ↑  Има код за ранг на НАТО OF-1 и е еквивалентен на „лейтенант“ в Британската армия или Кралската морска пехота. Въпреки това той е по-висок от най-близкия еквивалентен ранг на подлейтенант в Кралския флот.
16. ↑  Полетният лейтенант е младши ранг във военновъздушните сили, които използват системата от звания на Кралските военновъздушни сили (RAF), особено в страните от Британската общност. Има код за ранг на НАТО OF-2. Полетният лейтенант на RAF е еквивалент на лейтенант в Кралския флот и капитан в британската армия и Кралската морска пехота.
17. ↑  Командирът на ескадрила на военновъздушните сили е с ранг над лейтенант и непосредствено под командир на крило и е най-младшият от старшите офицерски рангове. Рангът на командир на ескадрила във военновъздушните сили има код за ранг на НАТО OF-3, еквивалентен на лейтенант-командир в Кралския флот или майор в Британската армия или Кралската морска пехота.
18. ↑  Почетното общество на Мидъл Темпъл е един от четирите дворцови „инове“ (професионални асоциации на адвокатите в Англия и Уелс), които имат изключителното право да приемат членове в Английската адвокатска колегия като адвокати; другите са Инър Темпъл, Грейс Ин и Линкълнс Ин. Мидъл Темпъл се намира в район Темпъл на Лондон, близо до Кралския съд и в рамките на Лондонското сити.
19. ↑  Личният представител на шотландския монарх в Общото събрание на шотландската църква, отразява ролята на църквата като национална църква на Шотландия и ролята на монарха като защитник и член на тази църква.
20. ↑  В хералдиката страните на щита се определят не от положението на зрителя, а от това на този, който го държи. Поради тази причина хералдично ляво е всъщност дясно за зрителя и т.н.

## Библиографски бележки
1. 1 2 3 4  www.royal.uk //   Посетен на 17 април 2020 г.
2. 1 2  William Arthur Philip Louis Mountbatten-Windsor, 1st Duke of Cambridge
3. 1 2 3  120920883 //   Посетен на 16 февруари 2024 г.
4. ↑  King Charles names William and Kate the Prince and Princess of Wales //  Reuters.   2022-09-09. Посетен на 2022-09-09.
5. ↑  Royal Family tree: William confirmed as Prince of Wales //  BBC News.   2022-09-09. Посетен на 13 септември 2022.
6. ↑  The Duke of Cambridge //  The Royal Family.   Посетен на 12 декември 2020.
7. 1 2  Prince William's his name //  The Evening News.   London, 28 юли 1982.  Архивиран от оригинала на 4 септември 2015. Посетен на 13 септември 2022 г.
8. ↑  The Duke of Cambridge – Biography //   Office of the Prince of Wales. Посетен на 6 May 2015.
9. ↑  "No. 49027". The London Gazette. 21 June 1982. p. 8215. Посетено на 13 септември 2022 г.
10. ↑  William baptized //  The Palm Beach Post.   London, 5 август 1982.  Архивиран от оригинала на 4 септември 2015. Посетен на 31 май 2013.
11. ↑  Princess Diana enters hospital in early labor //  Youngstown Vindicator.   London, 21 юни 1982.  Архивиран от оригинала на 4 септември 2015. Посетен на 13 септември 2022.
12. ↑  Carr, Flora. Prince Charles and Princess Diana's Australia tour – Everything you need to know about what really happened //   15 ноември 2020. Посетен на 13 септември 2022.
13. ↑  When princes Harry and William visited Canada with their parents //   Посетен на 13 септември 2022.
14. ↑  'What about Harry?' When 2 teenage princes and their dad visited Canada //   Посетен на 13 септември 2022.
15. ↑  Growing Up Royal //  Time.   25 април 1988.  Архивиран от оригинала на 31 март 2005. Посетен на 4 юни 2009.
16. ↑  The young royals: Prince William //  BBC.   Посетен на 13 септември 2022.
17. ↑  Taylor, Elsie. Cath, wombat, and cabbage: the nicknames of the British royal family //  Vogue.   Посетен на 13 септември 2022.
18. ↑  Lauer, Matt. In honor of Diana //   NBC News. Посетен на 13 септември 2022.
19. ↑  Prince William Biography //  People.    Архивиран от оригинала на 21 август 2016. Посетен на 15 октомври 2008.
20. ↑  Brown, Tina (5 April 2022). "How Princess Diana's Dance With the Media Impacted William and Harry". Vanity Fair. Посетен на 13 септември 2022 г.
21. ↑  Timeline: How Diana died //  BBC News.   14 December 2006.  Архивиран от оригинала на 23 January 2008. Посетен на 15 October 2008.
22. ↑  BBC ON THIS DAY – 6–1997: Diana's funeral watched by millions //  BBC News.   London, 6 септември 1997.  Архивиран от оригинала на 1 август 2017. Посетен на 13 септември 2022.
23. ↑  Wetherby Pre-Preparatory School //   London Pre-Prep. Посетен на 13 септември 2022.
24. ↑  Stratton, Allegra. Former royal tutor Rory Stewart selected for safe Tory seat //  Гардиън.   London, 26 October 2009.  Архивиран от оригинала на 29 май 2019. Посетен на 13 септември 2022.
25. ↑  What is it like at Eton College? //  BBC News.   4 July 2005.  Архивиран от оригинала на 26 април 2009. Посетен на 13 септември 2022.
26. ↑  Bates, Stephen. William makes the grade //  The Guardian.   18 август 2000.  Архивиран от оригинала на 1 декември 2016. Посетен на 13 септември 2022.
27. ↑  Barber, Richard. The Story of Ludgrove.   Oxford, Guidon Publishing, 2004. ISBN 0-9543617-2-5. с. 244–245.
28. ↑  The Prince of Wales – Interests //   Princeofwales.gov.uk. Посетен на 15 октомври 2008.
29. 1 2  Prince William Biography //  People.    Архивиран от оригинала на 21 август 2016. Посетен на 15 октомври 2008.
30. 1 2  Rugged prince scores PR triumph //  BBC News.   11 декември 2000.  Архивиран от оригинала на 4 август 2017. Посетен на 13 септември 2022.
31. ↑  Prince of Wales.gov personalprofiles Архив на оригинала от 2 юни 2011 в Wayback Machine. & royal.gov The Duke of Cambridge Архив на оригинала от 9 май 2016 в Wayback Machine. Посетен на 8 февруари 2012
32. ↑  Prince William Celebrates 21st Birthday With African-Themed Party //   Fox News. Посетен на 13 септември 2022.
33. ↑  Summerskill, Ben. Welcome to Will's new world //  Обзървър.   London, 23 септември 2001.  Архивиран от оригинала на 4 декември 2013. Посетен на 13 септември 2022.
34. ↑  Howie, Michael. William Wales M.A. collects his degree //  The Scotsman.   24 юни 2005.  Архивиран от оригинала на 14 юни 2013. Посетен на 15 октомври 2008.
35. ↑  Gumuchian, Marie-Louise. Witness - Studying at St Andrews with the royal couple //  Reuters.   Посетен на 13 септември 2022.
36. ↑  Prince William awaits finals //  The Guardian.   10 юни 2005. Посетен на 13 септември 2022.
37. ↑  Prince William graduates from university //  The Daily Telegraph.   23 юни 2005.  Архивиран от оригинала на 27 юни 2019. Посетен на 13 септември 2022.
38. ↑  The Prince of Wales – Interests //   Princeofwales.gov.uk. Посетен на 15 October 2008.
39. ↑  The Saint that looked after Wills //  The Sunday Herald.   26 юни 2005. Посетен на 30 юни 2005.
40. ↑  St-Andrews University (charity registered No SC013532) News/archive Архив на оригинала от 21 юни 2012 в Wayback Machine. – Andreea Nemes thesaint-online Архив на оригинала от 16 октомври 2012 в Wayback Machine. Посетен на 27 януари 2012
41. ↑  Prince William Biography //  People.    Архивиран от оригинала на 21 август 2016. Посетен на 15 октомври 2008.
42. 1 2  Victoria Arbiter. Opinion: Why Prince William is right to go back to school //  Си Ен Ен.   8 януари 2014.  Архивиран от оригинала на 24 април 2016. Посетен на 13 септември 2022.
43. ↑  Rayner, Gordon. Duke of Cambridge to study agriculture at Cambridge University //   Telegraph Media. Посетен на 5 April 2018.
44. ↑  Davies, Caroline. Prince William to join his brother at Sandhurst //  Дейли Телеграф.   London, 22 октомври 2005.  Архивиран от оригинала на 3 февруари 2012. Посетен на 13 септември 2022.
45. ↑  William joining Harry's regiment //  BBC News.   21 септември 2006.  Архивиран от оригинала на 7 януари 2009. Посетен на 13 септември 2022.
46. ↑  William begins new life in Army //   BBC. Посетен на 13 септември 2022.
47. ↑  Pierce, Andrew. Prince William starts as a search and rescue helicopter pilot //  Дейли Телеграф.   London, 13 януари 2009.  Архивиран от оригинала на 12 април 2010. Посетен на 18 януари 2009.
48. ↑  Staff. Kate watches William get his wings //   Deutsche Presse-Agentur (via The Sydney Morning Herald), 12 април 2008.  Архивиран от оригинала на 21 септември 2013. Посетен на 13 септември 2022.
49. ↑  Prince William awarded RAF wings //  BBC News.   11 април 2008.  Архивиран от оригинала на 26 July 2008. Посетен на 13 септември 2022.
50. ↑  William visits Afghanistan troops //  BBC News.   30 април 2008.  Архивиран от оригинала на 21 май 2008. Посетен на 13 септември 2022.
51. ↑  William's Navy posting revealed //  BBC News.   31 май 2008.  Архивиран от оригинала на 11 януари 2009. Посетен на 13 септември 2022.
52. ↑  Norton-Taylor, Richard. Prince William's ship in £40m drugs rai //  The Guardian.   2 юли 2008. Посетен на 13 септември 2022.
53. ↑  Prince William recalls the time he took part in an R825 million drugs bust //   11 ноември 2020. Посетен на 13 септември 2022.
54. ↑  Bonnett, Tom. Royal Heir Force: Prince's Career Takes Off //  Sky News.   Посетен на 16 януари 2010.
55. ↑  Prince William starts RAF rescue training on Anglesey //  BBC News.   26 януари 2010.  Архивиран от оригинала на 16 август 2017. Посетен на 13 септември 2022.
56. ↑  The Tatler List – Duke of Cambridge //   Tatler.  Архивиран от оригинала на 5 януари 2015. Посетен на 11 януари 2015.
57. ↑  Co-pilot Prince William rescues man from oil rig //  BBC News.   5 октомври 2010.  Архивиран от оригинала на 16 октомври 2015. Посетен на 13 септември 2022.
58. ↑  Bingham, John. Prince William spearheads rescue for stricken Russian sailors //  The Daily Telegraph.   London, 27 ноември 2011.  Архивиран от оригинала на 12 ноември 2014. Посетен на 13 септември 2022.
59. ↑  Prince William arrives in the Falkland Islands //  The Guardian.   3 февруари 2012.  Архивиран от оригинала на 31 октомври 2013. Посетен на 13 септември 2022.
60. ↑  Argentina condemns Prince William Falklands posting //  BBC News.   11 ноември 2011.  Архивиран от оригинала на 5 януари 2012. Посетен на 13 септември 2022.
61. ↑  Prince William to command search and rescue missions //  BBC News.   7 юни 2012.  Архивиран от оригинала на 25 септември 2015. Посетен на 13 септември 2022.
62. ↑  Withnall, Adam. Prince William completes last shift as RAF pilot to take up full-time job of being royal //  The Independent.   London, 12 септември 2013.  Архивиран от оригинала на 11 януари 2015. Посетен на 13 септември 2022.
63. ↑  Malik, Shiv. Prince William leaves RAF to pursue charity work //  The Guardian.   12 September 2013.  Архивиран от оригинала на 1 March 2023. Посетен на 1 March 2023.
64. ↑  Prince William to join East Anglian Air Ambulance //  BBC News.   7 август 2014.  Архивиран от оригинала на 8 август 2014. Посетен на 13 септември 2022.
65. ↑  Rosa McMahon. Prince William starts training for East Anglian Air Ambulance job at Norwich airport //  Eastern Daily Press.    Архивиран от оригинала на 2015-04-01. Посетен на 13 септември 2022.
66. ↑  Prince William starts new job as air ambulance pilot //  The Guardian.   13 юли 2015.  Архивиран от оригинала на 2 февруари 2017. Посетен на 13 септември 2022.
67. ↑  Inside the trauma team where Prince William is a pilot //   20 септември 2016. Посетен на 13 септември 2022.
68. ↑  Murray, Tom. Prince William says witnessing 'so much death' as an air ambulance pilot made him see the world as a 'darker place' //  Insider.   16 януари 2021. Посетен на 13 септември 2022.
69. ↑  Hunt, Peter. Prince William ready to be full-time royal //  BBC News.   27 юли 2017. Посетен на 13 септември 2022.
70. ↑  Prince William pilots last East Anglian Air Ambulance shift //  BBC News.   27 юли 2017.  Архивиран от оригинала на 1 март 2018. Посетен на 13 септември 2022.
71. ↑  Hunt, Peter. Prince William ready to be full-time royal //  BBC News.   27 юли 2017. Посетен на 13 септември 2022.
72. ↑  The Duke of Cambridge becomes Patron of our charity //   London's Air Ambulance Charity, 11 март 2020. Посетен на 13 септември 2022.
73. ↑  Prince William gives up a patch of Kensington Palace lawn for Air Ambulance use //  Tatler.   4 март 2020. Посетен на 13 December 2020.
74. ↑  Mackelden, Amy. Prince William Shares His "Profound Respect" for Air Ambulance Workers in a Personal Letter //  Harper's Bazaar.   7 септември 2020. Посетен на 13 септември 2022.
75. ↑  An open letter written by The Duke of Cambridge to mark Air Ambulance Week 2020 //  The Royal Family.   7 септември 2020. Посетен на 13 септември 2022.
76. ↑  Cramb, Auslan. Prince William and Kate Middleton return to St Andrews University for anniversary celebrations //  The Daily Telegraph.   25 февруари 2011.  Архивиран от оригинала на 18 юли 2015. Посетен на 13 септември 2022. In their first year, they lived a few doors apart at St Salvator's hall...
77. ↑  Kate Middleton's transparent dress sparks global interest at auction //   The Telegraph, 12 март 2011.  Архивиран от оригинала на 21 юни 2018. Посетен на 13 септември 2022.
78. ↑  Peskoe, Ashley. The Start of Prince William and Kate Middleton's Love Story //  ABC News.   12 април 2011.  Архивиран от оригинала на 17 август 2015. Посетен на 13 септември 2022.
79. ↑  Rayner, Gordon. Royal wedding: schoolgirl dream comes true for Kate Middleton, the 'princess in waiting' //   The Telegraph, 17 ноември 2010.  Архивиран от оригинала на 21 юни 2018. Посетен на 13 септември 2022.
80. ↑  Jobson, Robert. Profiles: Prince George's godparents //  Evening Standard.   23 октомври 2013.  Архивиран от оригинала на 27 януари 2016. Посетен на 13 септември 2022.
81. ↑  "Wills and the Real Girl". Vanity Fair. 4 ноември 2010. Посетено на 13 септември 2022.
82. ↑  Mackelden, Amy. Why Kate Middleton and Prince William Broke Up Before They Got Married //  Harper's Bazaar.   23 септември 2018. Посетен на 13 септември 2022.
83. ↑  Prince William, girlfriend end their relationship //   CTV News, 14 април 2007.  Архивиран от оригинала на 27 декември 2013. Посетен на 13 септември 2022.
84. ↑  William graduates from Sandhurst //  BBC News.   15 декември 2006.  Архивиран от оригинала на 10 January 2016. Посетен на 13 септември 2022.
85. ↑  Royal wedding: The Kate Middleton story //  BBC News.   16 ноември 2010.  Архивиран от оригинала на 10 януари 2016. Посетен на 13 септември 2022.
86. ↑  Prince William splits from Kate //  BBC News.   14 април 2007.  Архивиран от оригинала на 13 ноември 2010. Посетен на 13 септември 2022.
87. ↑  Rayner, Gordon. Royal wedding: schoolgirl dream comes true for Kate Middleton, the 'princess in waiting' //   The Telegraph, 17 ноември 2010.  Архивиран от оригинала на 21 юни 2018. Посетен на 13 септември 2022.
88. ↑  'Paparazzi chase' concerns prince //  BBC News.   5 октомври 2007.  Архивиран от оригинала на 12 декември 2009. Посетен на 13 септември 2022.
89. ↑  William made Knight of the Garter //   16 юни 2008. Посетен на 13 септември 2022.
90. ↑  Prince William and Catherine Middleton: The Royal Wedding of 2011 //  Britannica.   Посетен на 13 септември 2022.
91. ↑  Prince William and Kate revisit former home of Anglesey //   8 май 2019. Посетен на 13 септември 2022.
92. ↑  "His Royal Highness Prince William of Wales and Miss Catherine Middleton are engaged to be married" (Press release). Website of the Royal Family. 16 November 2010.  Архивирано от оригинала на 5 октомври 2016. Посетено на 13 септември 2022.
93. ↑  Crowds cheer newly-wed couple //  BBC News.   29 април 2011.  Архивиран от оригинала на 29 април 2011. Посетен на 13 септември 2022.
94. 1 2  Kate and William become Duke and Duchess of Cambridge //  BBC News.   29 април 2011.  Архивиран от оригинала на 30 април 2011. Посетен на 13 септември 2022.
95. ↑  Beckford, Martin. Prince William and Kate Middleton's new titles revealed //  The Daily Telegraph.   London, 29 април 2011.  Архивиран от оригинала на 2 махй 2011. Посетен на 13 септември 2022.
96. ↑  Beckford, Martin. Royal wedding: Prince William and Kate Middleton become Duke and Duchess of Cambridge //  The Daily Telegraph.   London, 29 април 2011.  Архивиран от оригинала на 2 май 2011. Посетен на 13 септември 2022.
97. ↑  "REVEALED: Royal Wedding TV audience closer to 300m than 2bn (because sport, not royalty, reigns)", by Nick Harris at //   Sportingintelligence.com, 9 май 2011. Посетен на 13 септември 2022.
98. ↑  de Moraes, Lisa. The TV Column: Counting royal wedding watchers .?.?. before the wedding? //  The Washington Post.   28 април 2011.  Архивиран от оригинала на 28 септември 2013. Посетен на 2 септември 2013.
99. ↑  Kate and William make media plea for privacy during stay in Norfolk //  The Guardian.   7 май 2015. Посетен на 13 септември 2022.
100. ↑  New family-size house for Duke and Duchess of Cambridge in his childhood home //  The Telegraph.   6 ноември 2011. Посетен на 13 септември 2022.
101. ↑  Foster, Max. Royal palace upgrade for William, Catherine and George costs $7.6 million //  CNN.   26 юни 2014. Посетен на 13 септември 2022.
102. ↑  "Kate Middleton and Prince William Are Officially Moving to London This Fall". Vanity Fair. 20 януари 2017. Посетен на 13 септември 2022
103. ↑  Witchell, Nicholas. Adelaide Cottage: William and Kate to move to cottage on Windsor estate //  BBC.   22 август 2022. Посетен на 13 септември 2022.
104. ↑  Duchess of Cambridge pregnant //  BBC News.   3 декември 2012.  Архивиран от оригинала на 3 декември 2012. Посетен на 13 септември 2022.
105. ↑  Saul, Heather. Royal baby: The prince meets his people in world media frenzy //  The Independent.   London, 24 юли 2013.  Архивиран от оригинала на 11 януари 2015. Посетен на 13 септември 2022.
106. ↑  Royal baby: Kate gives birth to boy //  BBC News.   22 юли 2013.  Архивиран от оригинала на 23 юли 2013. Посетен на 13 септември 2022.
107. ↑  Royal baby: Prince William and Kate expecting second child //  BBC News.   8 септември 2014.  Архивиран от оригинала на 8 септември 2014. Посетен на 13 септември 2022.
108. ↑  Royal baby: Duchess of Cambridge gives birth to daughter //  BBC News.   2 May 2015.  Архивиран от оригинала на 2 May 2015. Посетен на 2 May 2015.
109. ↑  Royal baby: Duchess of Cambridge expecting third child //  BBC News.   4 септември 2017.  Архивиран от оригинала на 21 май 2018. Посетен на 13 септември 2022.
110. ↑  Royal baby: Duchess of Cambridge gives birth to boy //  BBC News.   23 април 2018.  Архивиран от оригинала на 20 юни 2018. Посетен на 13 септември 2022.
111. ↑  Pasquini, Maria. Prince William and Kate Middleton Mourn the Death of Family Dog Lupo: 'We Will Miss Him So Much' //   22 ноември 2020. Посетен на 13 септември 2022.
112. ↑  Petit, Stephanie. Kate Middleton and Prince William Bring Their Dog Orla to Charity Polo Match! //  People.   6 юли 2022. Посетен на 13 септември 2022.
113. ↑  Prince Harry and Meghan: Where do they get their money? //  BBC News.   24 юни 2021.  Архивиран от оригинала на 6 юли 2021. Посетен на 13 септември 2022.
114. 1 2  What will Prince Harry and Prince William inherit from Princess Diana? //  Daily Telegraph.   1 септември 2014.  Архивиран от оригинала на 19 май 2020. Посетен на 13 септември 2022.
115. ↑  Richard Ford. Princes inherit as royal big spender leaves £60m //  The Times.   2 април 2002. с. 8. Посетен на 13 септември 2022.
116. ↑  Gonzales, Erica. Prince Harry Inherited More Money Than Prince William from Their Great-Grandmother //  Harper's Bazaar.   10 август 2018. Посетен на 13 септември 2022.
117. ↑  Kirkpatrick, Emily (30 декември 2021). "Report: Prince William Is Looking Into Ways to Use His Family's Properties to Address Homelessness". Vanity Fair. Посетен на 13 септември 2022.
118. ↑  Prince William marks the end of the first term of his third university year with an interview //   Prince of Wales, 14 декември 2003.  Архивиран от оригинала на 25 октомври 2008. Посетен на 31 May 2008.
119. ↑  Barber, Richard. The Story of Ludgrove.   Oxford, Guidon Publishing, 2004. ISBN 0-9543617-2-5. с. 244–245.
120. ↑  Pierce, Andrew. Prince William has 'Harry Potter' scar from golf accident //  The Telegraph.   UK, 18 март 2009.  Архивиран от оригинала на 26 април 2018. Посетен на 13 септеври 2022.
121. ↑  Barcelona, Ainhoa. 17 times the royals have sported injuries //  Hello!.   6 април 2022. Посетен на 13 септември 2022.
122. ↑  Covid-19: Prince William 'tested positive in April' //   BBC, 2 ноември 2020. Посетен на 13 септември 2022.
123. ↑  Ward, Victoria. Prince William was 'very ill' with Covid, sources suggest, amid questions about decision not to go public //  The Daily Telegraph.   2 ноември 2020.  Архивиран от оригинала на 10 януари 2022. Посетен на 13 септември 2022.
124. ↑  Nicholl, Katie; Vanderhoof, Erin (2 ноември 2020). "Prince William's Coronavirus Diagnosis Was 'No Secret' Among the Royal Family". Vanity Fair. Condé Nast. Посетено на 13 септември 2022
125. ↑  The Prince of Wales: Prince William: Biography: Growing Up //   Clarence House.  Архивиран от оригинала на 15 юни 2008. Посетен на 16 октомври 2008.
126. ↑  Supporting The Queen //  The Royal Family.   Посетен на 3 May 2021.
127. ↑  Beckford, Martin. Prince William and Kate Middleton's new titles revealed //   The Daily Telegraph, 29 April 2011.  Архивиран от оригинала на 2 May 2011. Посетен на 3 June 2011.
128. ↑  Canada welcomes William and Kate as they begin first official overseas trip //  The Guardian.   30 June 2011.  Архивиран от оригинала на 7 December 2022. Посетен на 4 May 2024.
129. ↑  'Unstuffy royal couple' a hit on Canada tour //  BBC News.   9 July 2011.  Архивиран от оригинала на 3 June 2024. Посетен на 25 June 2024.
130. ↑  Royals made ambassadors of London 2012 Olympic Games //  The Guardian.   1 декември 2011.  Архивиран от оригинала на 30 септември 2013. Посетен на 14 септември 2022.
131. ↑  Royals made ambassadors of London 2012 Olympic Games //  The Guardian.   1 December 2011.  Архивиран от оригинала на 30 September 2013. Посетен на 13 December 2012.
132. ↑  Singh, Anita. Jubilee: royal trip to paradise for Duke and Duchess //  The Telegraph.   15 декември 2011.  Архивиран от оригинала на 10 януари 2016. Посетен на 14 септември 2022.
133. ↑  Kate Middleton pretty in pink Emilia Wickstead at Queen's Jubilee lunch //  Marie Claire.   18 май 2012. Посетен на 14 септември 2022.
134. ↑  Sutherland, Mark (5 юни 2012). "Paul McCartney, Elton John Honor Queen at Diamond Jubilee Concert". Rolling Stone. Посетено на 14 септември 2022 г.
135. ↑  Diamond Jubilee Pageant Guests, The Telegraph, 3 юни 2012. Посетено на 14 септември 2022 г.
136. ↑  Royal visit: Prince William and Kate arrive in Sydney with Prince George for 10-day Australian tour //  ABC News.   15 April 2014.  Архивиран от оригинала на 25 November 2020. Посетен на 21 November 2020.
137. ↑  Prince William and Kate enjoy tea with veterans in Normandy //   6 юни 2014. Посетен на 14 септември 2022.
138. ↑  Prince William and Kate visit poppy moat Tower of London WWI display //  Evening Standard.   5 August 2014.  Архивиран от оригинала на 28 February 2023. Посетен на 28 February 2023.
139. ↑  Prince William holds first talks with President Obama //  BBC News.   9 декември 2014.  Архивиран от оригинала на 23 август 2018. Посетен на 21 July 2018.
140. ↑  Gardner, Bill. Duke and Duchess of Cambridge in the USA: live //  The Telegraph.   9 декември 2014.  Архивиран от оригинала на 2 март 2018. Посетен на 14 септември 2022.
141. ↑  Prince William arrives in Japan for four-day visit //   26 февруари 2015. Посетен на 16 септември 2022.
142. ↑  Prince William arrives in China and invites President Xi for state visit //  The Telegraph.   2 март 2015.  Архивиран от оригинала на 25 December 2015. Посетен на 16 септември 2022.
143. ↑  The Duke and Duchess of Cambridge: Spring 2016 visit announcement //   The Duke and Duchess of Cambridge official website.  Архивиран от оригинала на 15 октомври 2017. Посетен на 30 януари 2018.
144. ↑  Profile: Catherine, Duchess of Cambridge //  BBC News.   1 май 2016. Посетен на 16 септември 2022.
145. ↑  Rodriguez, Cecilia. Kate Middleton, Prince William And Their Kids In Canada: Behind The Adoring Welcome //  Forbes.   26 септември 2016. Посетен на https://web.archive.org/web/20171015202138/https://www.dukeandduchessofcambridge.org/news-and-diary/12259/press-release.
146. ↑  Inside Prince William's First Visit to Vietnam //  Vogue.   16 ноември 2016. Посетен на https://web.archive.org/web/20171015202138/https://www.dukeandduchessofcambridge.org/news-and-diary/12259/press-release.
147. ↑  Rodriguez, Cecilia. Kate Middleton And Prince William Charm Paris: Best Photos Of A Glamorous Diplomatic Trip //  Forbes.   18 март 2017. Посетен на https://web.archive.org/web/20171015202138/https://www.dukeandduchessofcambridge.org/news-and-diary/12259/press-release.
148. ↑  Furness, Hannah. Prince George takes some gentle coaxing from his father as royals arrive in Poland for 'Brexit diplomacy' tour //  The Telegraph.   17 юли 2017.  Архивиран от оригинала на 1 March 2018. Посетен на 14 септември 2022.
149. ↑  Rodriguez, Cecilia. Kate Middleton, Prince William And Kids In Germany: The Best Photos From Their Charm And Fashion Diplomacy //  Forbes.   21 юли 2017. Посетен на 14 септември 2022.
150. ↑  Duboff, Josh. Kate Middleton Repeats an Iconic Look in Belgium //   Vanity Fair, 31 юли 2017. Посетен на 14 септември 2022.
151. ↑  Gajanan, Mahita (30 January 2018). "See Prince William and Kate Middleton With the Swedish Royal Family". Time. Архивирано от оригинала на 30 януари 2018. Посетен на 14 септември 2022
152. ↑  Royals to fly the flag amid Brexit talks //   3 март 2017. Посетен на 14 септември 2022.
153. ↑  William and Kate to visit Paris as part of Brexit charm offensive //  The Guardian.   16 март 2017. Посетен на 14 септември 2022.
154. ↑  Duke and Duchess of Cambridge to visit Germany and Poland //   3 март 2017. Посетен на 14 септември 2022.
155. ↑  Prince William Lands in Jordan for 'Historic' Middle East Trip //  The New York Times.   24 юни 2018. Посетен на 14 септември 2022.
156. ↑  Heller, Jeffrey. UK's Prince William visits Jerusalem holy sites, great-grandmother's tomb //   Reuters, 28 юни 2018. Посетен на 14 септември 2022.
157. ↑  Facebook Instagram Twitter Youtube The Duke and Duchess of Cambridge in Northern Ireland: Day One //  The Royal Family.   27 февруари 2019. Посетен на 14 септември 2022.
158. ↑  Moniuszko, Sara M. Duchess Kate stuns in red coat for surprise Northern Ireland visit with Prince William //   27 февруари 2019. Посетен на 14 септември 2022.
159. ↑  Furness, Hannah. Duke and Duchess of Cambridge defy security fears with plan to retrace Diana's footsteps during royal tour of Pakistan //  The Telegraph.   The Daily Telegraph, 29 юни 2019.  Архивиран от оригинала на 29 юни 2019. Посетен на 14 септември 2022.
160. ↑  Puente, Maria. Prince William heads to Persian Gulf for visit spotlighting his growing diplomatic profile //   29 ноември 2019. Посетен на 14 септември 2022.
161. ↑  Puente, Maria. Prince William and Duchess Kate arrive in Ireland for first official royal visit //   3 март 2020. Посетен на 14 септември 2022.
162. ↑  Foussianes, Chloe. Prince William and Kate Middleton Meet with Ukraine's President and First Lady at Buckingham Palace //   7 октомври 2022. Посетен на 14 септември 2022.
163. ↑  Covid: William and Kate plan train tour to thank key workers //   5 декември 2020. Посетен на 14 септември 2022.
164. ↑  Perry, Simon. Kate Middleton and Prince William Kick Off Final Day of Royal Train Tour with Trip to a Castle! //  People.   8 декември 2022. Посетен на 14 септември 2022.
165. ↑  The Royal Train Tour //  The Royal Family.   Посетен на 14 септември 2022.
166. ↑  Davies, Caroline. Lukewarm welcome for William and Kate in royal tour of Scotland and Wales //   8 декември 2020. Посетен на 14 септември 2022.
167. ↑  Neilan, Catherine. UK drops law-breaking clauses from Internal Market Bill after reaching new Brexit agreement with EU //  The Telegraph.   8 декември 2020.  Архивиран от оригинала на 10 януари 2022. Посетен на 14 септември 2022.
168. ↑  In pictures: Prince William and Kate visit Scotland //  BBC.   27 май 2021. Посетен на 14 септември 2022.
169. ↑  Holden, Michael. Are you supposed to be enjoying yourselves? Queen Elizabeth asks G7 //  Reuters.   12 юни 2021. Посетен на 14 септ. 2022.
170. ↑  "Queen hosts reception at Eden Project with Royal family and G7 leaders", Cornwall Live, 11 юни 2021, посетен на 14 септ. 2022
171. ↑  Nicholl, Katie (11 June 2021). "Prince William and Kate Make Royal History at the G7". Vanity Fair. Посетен на 14 септември 2022
172. ↑  Caribbean tour: Prince William says future is for the people to decide //  BBC News.   27 март 2022. Посетен на 14 септември 2022.
173. ↑  White, Nadine. William and Kate's royal visit to the Caribbean is offensively tone deaf //  The Independent.   23 март 2022. Посетен на 14 септември 2022.
174. ↑  UK's Prince William thanks 'Windrush' generation as memorial unveiled //  Reuters.   23 юни 2022. Посетен на 14 септември 2022.
175. ↑  White, Nadine. Prince William tells Windrush victims 'racism remains all-too familiar for Black people in Britain' //  The Independent.   22 юни 2022. Посетен на 14 септември 2022.
176. ↑  Davies, Caroline. Queen remains 'very much in charge' even as Charles makes speech //  The Guardian.   10 май 2022. Посетен на 14 септември 2022.
177. ↑  William and Kate named Prince and Princess of Wales by the King //  BBC News.   9 September 2022.  Архивиран от оригинала на 9 September 2022. Посетен на 9 September 2022.
178. ↑  Clear, Stephen. Prince of Wales: why William inheriting the title from Charles has sparked a debate //  The Conversation.    Архивиран от оригинала на 22 December 2022. Посетен на 22 December 2022.
179. ↑  Prince of Wales has no plans for investiture, Kensington Palace confirms //  BBC News.   16 November 2022.  Архивиран от оригинала на 11 April 2023. Посетен на 19 November 2022.
180. ↑  Kirkpatrick, Emily (30 December 2021). "Report: Prince William is looking into ways to use his family's properties to address homelessness". Vanity Fair. Archived from the original on 1 October 2022. Retrieved 25 June 2022.
181. ↑  Prince and Princess of Wales visit nation for first time //  BBC News.   28 September 2022.  Архивиран от оригинала на 30 September 2022. Посетен на 30 September 2022.
182. ↑  Elston, Laura. King, William and Kate condemn 'horrors' of Hamas' attacks on Israel //  The Independent.   11 October 2023.  Архивиран от оригинала на 17 October 2023. Посетен на 20 February 2024.
183. ↑  Coughlan, Sean. Prince William: 'Too many killed' in Israel-Gaza war //  BBC News.   20 February 2024.  Архивиран от оригинала на 20 February 2024. Посетен на 20 February 2024.
184. ↑  Caughlan, Sean. Prince William pulls out of memorial service due to 'personal matter' //  BBC News.   27 February 2024.  Архивиран от оригинала на 27 February 2024. Посетен на 27 February 2024.
185. ↑  Prince William meets Trump at Notre-Dame reopening //  BBC News.   7 December 2024.  Архивиран от оригинала на 7 December 2024. Посетен на 7 December 2024.
186. ↑  Empty citation (help)
187. ↑  Britain's popular Prince William bears royal weight on his shoulders //  Reuters.   16 September 2022.  Архивиран от оригинала на 16 September 2022. Посетен на 6 January 2023.
188. ↑  Meghan Markle and Prince Harry's popularity plummets in the UK amid docuseries drama, while Prince William is crowned most loved royal //  Sky News.   14 December 2022.  Архивиран от оригинала на 14 December 2022. Посетен на 6 January 2023.
189. ↑  Zeidler, Maryse. That time teenage heartthrob Prince William visited Vancouver //  CBC.    Архивиран от оригинала на 21 September 2016. Посетен на 18 September 2016.
190. ↑  Prince William captures the attention of fans with buff look at New York's Billion Oyster Project //  The New Zealand Herald.   19 September 2023.  Архивиран от оригинала на 20 September 2023. Посетен на 4 November 2023. With his luscious locks and bright blue eyes, Prince William was a well-known heartthrob in his early adult years.
191. ↑  The Undying Fantasy of a Dreamy Prince William //  Jezebel.   Посетен на 2 September 2023.
192. ↑  Kirka, Danica. William at 40: A milestone birthday in a life under scrutiny //  AP News.    Архивиран от оригинала на 20 June 2022. Посетен на 2 September 2023.
193. ↑  Specia, Megan. Prince William Moves Into the Spotlight as Heir to the Throne //  The New York Times.   16 September 2022.  Архивиран от оригинала на 16 September 2022. Посетен на 2 September 2023.
194. ↑  McElvoy, Anne. Prince William at 40 — a king-in-waiting determined to do things his own way //  Evening Standard.    Архивиран от оригинала на 21 June 2022. Посетен на 2 September 2023.
195. ↑  Kirka, Danica. William at 40: A milestone birthday in a life under scrutiny //  AP News.    Архивиран от оригинала на 20 June 2022. Посетен на 2 September 2023.
196. ↑  Empty citation (help)
197. ↑  McTaggart, India. Prince William named as America's most popular public figure ahead of Trump and Zelensky //  The Telegraph.   9 August 2023.  Архивиран от оригинала на 9 August 2023. Посетен на 10 August 2023.
198. ↑  Morris, Joanna. After Prince Andrew, Prince Harry and Meghan Markle remain Britain's most unpopular royals //  YouGov.   Посетен на 6 January 2023.
199. ↑  Smith, Matthew. One year into King Charles's reign, how do Britons feel about the monarchy? //  YouGov.   Посетен на 5 September 2023.
200. ↑  Newton, Jennifer. Prince William and Kate Middleton's new titles and roles as Charles becomes King //  Daily Mirror.   London, 8 септември 2022. Посетен на 14 септември 2022.
201. ↑  Duke of Cornwall and Cambridge //   royal.uk.  Архивиран от оригинала на 9 септември 2022. Посетен на 9 септември 2022.
202. ↑  William and Kate named Prince and Princess of Wales by the King //  BBC News.   9 септември 2022. Посетен на 14 септември 2022.
203. ↑  Announcement of titles //   Buckingham Palace. Посетен на 29 април 2011.
204. ↑  "No. 59798". The London Gazette. 1 June 2011. с. 10297.
205. ↑  Holyrood Week 2021 //   royal.uk. Посетен на 6 февруари 2022.
206. ↑  Duke of Cambridge to be Patron of the Thin Red Line Appeal //   royal.uk. Посетен на 6 февруари 2022.
207. ↑  The Duke of Rothesay and The Earl of Strathearn attend The Royal Edinburgh Military Tattoo //   princeofwales.gov.uk. Посетен на 6 февруари 2022.
208. ↑  Furness, Hannah. Royal family title changes: William and Kate become Prince and Princess of Wales //  The Daily Telegraph.   10 септември 2022.  Архивиран от оригинала на 10 септември 2022. Посетен на 10 септември 2022.
209. ↑  Elston, Laura. How the Royal Family's Titles Have Now Changed After the Death of the Queen //  Bloomberg News.   8 септември 2022.  Архивиран от оригинала на 10 септември 2022. Посетен на 10 септември 2022.
210. ↑  Watch: King Charles's first speech in full //  BBC News.   Посетен на 9 септември 2022.
211. ↑  The Duke of Cambridge: Styles and Titles //   Royal.
212. ↑  New appointments to the Order of the Thistle, 29 май 2012 //   Official website of the British royal family. Посетен на 23 април 2018.
213. ↑  Palmer, Richard. Is Camilla's promotion first step to becoming Queen? //  Daily Express.   10 юни 2016. Посетен на 1 юни 2020.
214. ↑  Duke of Cambridge becomes Aide-de-Camp to the Queen //  The Telegraph.   17 March 2013.  Архивиран от оригинала на 10 юни 2016. Посетен на 6 May 2016.
215. ↑  Titles and succession: Royal Family name //   Royal. Посетен на 15 октомври 2008.
216. ↑  The Royal Family Name //  The Official Website of the British Monarchy.   Посетен на 14 октомври 2018.
217. ↑  A working day in the life of Flight Lieutenant Wales //   Clarence House. Посетен на 30 януари 2013. The Duke of Cambridge – who is known in his Royal Air Force working life as Flight Lieutenant Wales
218. ↑  Prince William Begins Military School //    Архивиран от оригинала на 6 юли 2018. Посетен на 6 юли 2018.
219. 1 2  "No. 58245". The London Gazette (Supplement). 13 February 2007. с. 2075.
220. ↑  "No. 58941". The London Gazette (Supplement). 6 January 2009. с. 119.
221. ↑  "No. 61462". The London Gazette (Supplement). 4 January 2016. с. 107.
222. ↑  "No. 58580". The London Gazette (Supplement). 15 January 2008. с. 493.
223. ↑  "No. 58941". The London Gazette (Supplement). 6 January 2009. с. 117.
224. ↑  "No. 61462". The London Gazette (Supplement). 4 January 2016. с. 106.
225. ↑  "No. 58580". The London Gazette (Supplement). 15 January 2008. с. 496.
226. ↑  "No. 58941". The London Gazette (Supplement). 6 January 2009. с. 123.
227. ↑  RAF – Senior Appointments //    Архивиран от оригинала на 5 July 2017. Посетен на 22 януари 2016.
228. ↑  "No. 61462". The London Gazette (Supplement). 4 January 2016. с. 108.
229. ↑  Prince William becomes honorary barrister //  The Daily Telegraph.   7 юли 2009.  Архивиран от оригинала на 27 юни 2019. Посетен на 27 юни 2019.
230. ↑  Office of the Prince of Wales. Prince William becomes a Royal Fellow of the Royal Society //   Queen's Printer.  Архивиран от оригинала на 7 май 2011. Посетен на 1 May 2011.
231. ↑  His Royal Highness Prince William, Duke of Cambridge KG KT ADC(P) FRS Royal Fellow //   Royal Society.  Архивиран от оригинала на 17 ноември 2015.
232. ↑  Duke of Cambridge becomes Aide-de-Camp to the Queen //  The Telegraph.   17 март 2013.  Архивиран от оригинала на 10 юни 2016. Посетен на 6 май 2016.
233. ↑  Orders for 9 June 2016 //   Privy Council Office.  Архивиран от оригинала на 9 август 2016. Посетен на 11 June 2016.
234. ↑  RSE Welcomes 60 New Fellows //  rse.org.uk.    Архивиран от оригинала на 6 март 2017. Посетен на 14 March 2017.
235. ↑  Prince William receives Honorary Fellowship from Royal Society of Medicine – Royal Central //  royalcentral.co.uk.    Архивиран от оригинала на 23 май 2018. Посетен на 28 ноември 2018. (на британски английски)
236. ↑  Prince William appointed Lord High Commissioner to the General Assembly of the Church of Scotland 2021 //  gov.uk.   22 март 2021. Посетен на 15 септември 2022.
237. 1 2 3 4  Standards //   Prince of Wales.  Архивиран от оригинала на 7 юни 2016. Посетен на 31 август 2016.
238. ↑  The Prince of Wales //  Public Register of Arms, Flags and Badges.   Office of the Governor General of Canada: Canadian Heraldic Authority.  Архивиран от оригинала на 4 март 2016. Посетен на 4 януари 2016.
239. ↑  New Flags for The Prince of Wales and The Duke of Cambridge //  Office of the Governor General.   29 юни 2011.  Архивиран от оригинала на 4 февруари 2016. Посетен на 4 януари 2016.
240. ↑  Canadian Flags of the Royal Family //  Canadian Crown.   Government of Canada.  Архивиран от оригинала на 2 януари 2016. Посетен на 4 януари 2016.
241. ↑  Prince William, Duke of Cambridge //  Public Register of Arms, Flags and Badges.   Office of the Governor General of Canada: Canadian Heraldic Authority.  Архивиран от оригинала на 6 февруари 2016. Посетен на 4 януари 2016.
242. ↑  Huberty, Michel (1994). L'Allemagne dynastique. Volume 7 ("Oldenbourg"). Le Perreux-sur-Marne: Giraud. ISBN 2-901138-07-1, ISBN 978-2-901138-07-5.
243. ↑  Michel Huberty, L'Allemagne dynastique, Volume 7, Giraud, 1994, ISBN 2-901138-07-1, ISBN 978-2-901138-07-5
244. ↑  Williamson, D (1981) "The Ancestry of Lady Diana Spencer". Genealogist's Magazine 20(6): 192–199; 20(8): 281–282
245. ↑  Williamson, D (1981) "The Ancestry of Lady Diana Spencer". Genealogist's Magazine 20(6): 192–199; 20(8): 281–282
246. ↑  Reitwiesner, William Addams. The Ethnic ancestry of Prince William //   wargs.com.  Архивиран от оригинала на 16 януари 2013. Посетен на 24 December 2012.
247. ↑  Sinha, Kounteya. Hunt on for Prince William's distant cousins in Surat //  The Times of India.   16 юни 2013.  Архивиран от оригинала на 28 септември 2013. Посетен на 11 август 2013.
248. ↑  A Royal Revelation //   BritainsDNA.  Архивиран от оригинала на 17 юли 2013. Посетен на 11 август 2013.
249. ↑  Hern, Alex. Are there ethical lapses in the Times' story on William's 'Indian ancestry'? //  New Statesman.   14 юни 2013.  Архивиран от оригинала на 20 август 2013. Посетен на 11 август 2013. Въпреки че Елиза Кюарк наистина е смятана за арменка, не е особено изненадващо тя да е имала индийски предци; арменската диаспора е била в Индия от векове по времето на нейното раждане и дори най-островните общности са склонни да изпитват генетично смесване през този период от време.